# Mistrovství světa ve volejbale mužů 1952

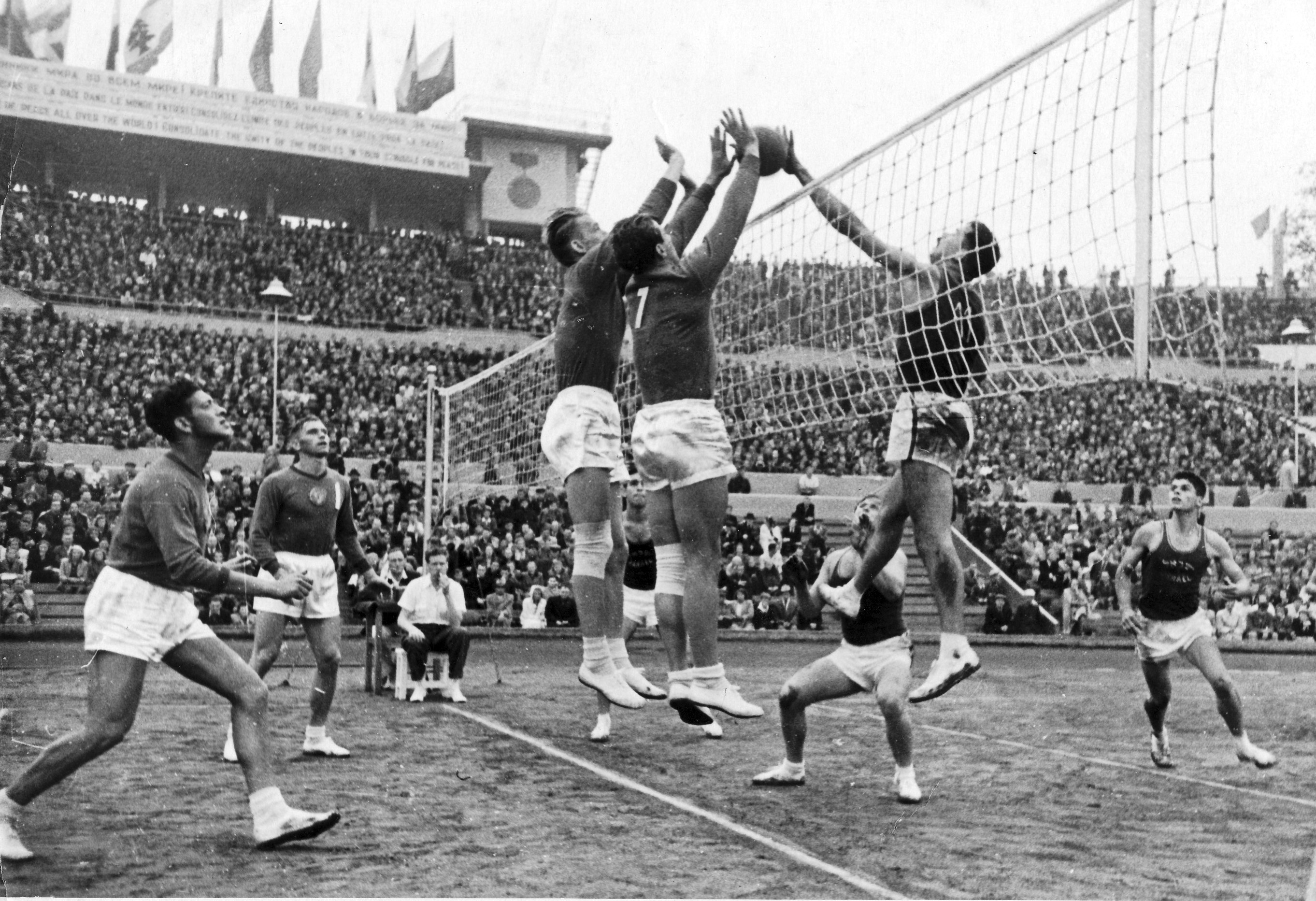
Utkání SSSR - Izrael

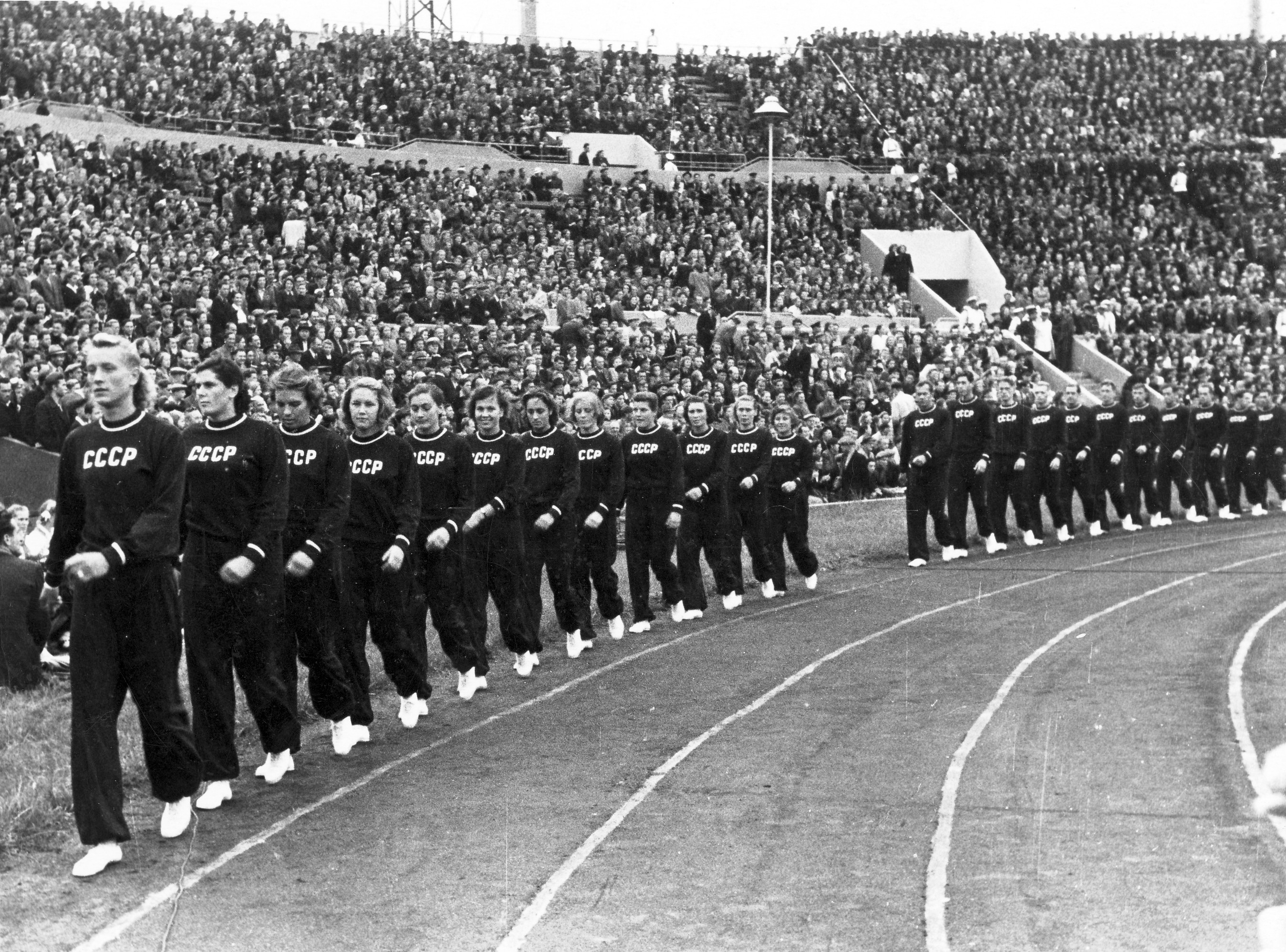
Nástup sovětských reprezentantů

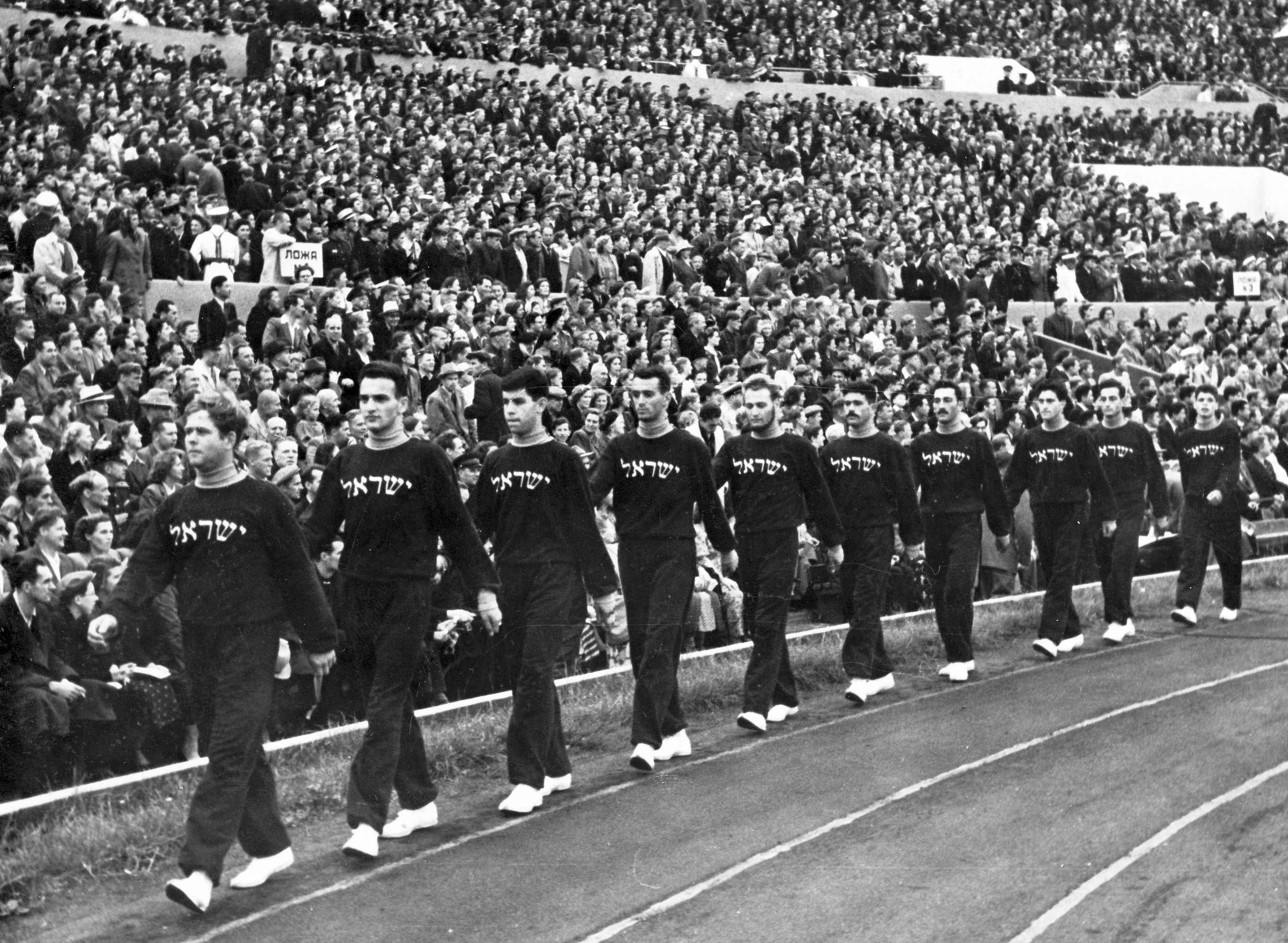
Nástup izraelských reprezentantů

2. mistrovství světa ve volejbale mužů proběhlo v dnech 17. – 29. srpna v Moskvě v Sovětském svazu.
Turnaje se zúčastnilo 11 mužstev, rozdělených do dvou čtyřčlenných a jedné tříčlenné skupiny. První dva celky postoupily do finálové skupiny, týmy na třetím a čtvrtém místě hrály o 7. – 11. místo. Mistrem světa se stal celek Sovětského svazu.

## Výsledky a tabulky

### Skupina A
|    |           | HUN | BUL | POL | FIN | V | P | Skóre | B |
| 1. | Maďarsko  | *** | 3:1 | 3:2 | 3:0 | 3 | 0 | 9:3   | 6 |
| 2. | Bulharsko | 1:3 | *** | 3:0 | 3:0 | 2 | 1 | 7:3   | 5 |
| 3. | Polsko    | 2:3 | 0:3 | *** | 3:0 | 1 | 2 | 5:6   | 4 |
| 4. | Finsko    | 0:3 | 0:3 | 0:3 | *** | 0 | 3 | 0:9   | 3 |

 Polsko –  Finsko 3:0 (15:8, 15:6, 15:6)
17. srpna 1952 – Moskva
 Maďarsko –  Bulharsko 3:1 (15:13, 16:14, 9:15, 15:10)
18. srpna 1952 – Moskva
 Maďarsko –  Polsko 3:2 (8:15, 10:15, 15:9, 15:10, 15:6)
19. srpna 1952 – Moskva
 Bulharsko –  Finsko 3:0 (15:2, 15:0, 15:3)
19. srpna 1952 – Moskva
 Maďarsko –  Finsko 3:0 (15:1, 15:1, 15:3)
20. srpna 1952 – Moskva
 Bulharsko –  Polsko 3:0 (15:7, 15:5, 15:10)
20. srpna 1952 – Moskva

### Skupina B
|    |          | URS | ROM | ISR | LIB | V | P | Skóre | B |
| 1. | SSSR     | *** | 3:0 | 3:0 | 3:0 | 3 | 0 | 9:0   | 6 |
| 2. | Rumunsko | 0:3 | *** | 3:0 | 3:0 | 2 | 1 | 6:3   | 5 |
| 3. | Izrael   | 0:3 | 0:3 | *** | 3:0 | 1 | 2 | 3:6   | 4 |
| 4. | Libanon  | 0:3 | 0:3 | 0:3 | *** | 0 | 3 | 0:9   | 3 |

 Rumunsko –  Libanon 3:0 (15:9, 15:1, 15:2)
17. srpna 1952 – Moskva
 SSSR –  Izrael 3:0 (15:2, 15:4, 15:1)
18. srpna 1952 – Moskva
 Izrael –  Libanon 3:0 (15:6, 16:14, 15:6)
19. srpna 1952 – Moskva
 SSSR –  Rumunsko 3:0 (15:10, 15:2, 15:8)
19. srpna 1952 – Moskva
 Rumunsko –  Izrael 3:0 (15:10, 15:7, 15:5)
20. srpna 1952 – Moskva
 SSSR –  Libanon 3:0 (15:1, 15:1, 15:6)
20. srpna 1952 – Moskva

### Skupina C
|    |         | TCH | FRA | IND | V | P | Skóre | B |
| 1. | ČSR     | *** | 3:0 | 3:0 | 2 | 0 | 6:0   | 4 |
| 2. | Francie | 0:3 | *** | 3:0 | 1 | 1 | 3:3   | 3 |
| 3. | Indie   | 0:3 | 0:3 | *** | 0 | 2 | 0:6   | 3 |

 Československo –  Francie 3:0 (15:4, 15:2, 15:3)
18. srpna 1952 – Moskva
 Francie –  Indie 3:0 (15:9, 15:3, 15:8)
19. srpna 1952 – Moskva
 Československo –  Indie 3:0 (15:10, 15:3, 15:8)
20. srpna 1952 – Moskva

### Finále
|    |           | URS | TCH | BUL | ROM | HUN | FRA | V | P | Skóre | B  |
| 1. | SSSR      | *** | 3:0 | 3:0 | 3:0 | 3:0 | 3:0 | 5 | 0 | 15:0  | 10 |
| 2. | ČSR       | 0:3 | *** | 3:2 | 3:1 | 3:2 | 3:0 | 4 | 1 | 12:8  | 9  |
| 3. | Bulharsko | 0:3 | 2:3 | *** | 3:1 | 3:1 | 3:1 | 3 | 2 | 11:9  | 8  |
| 4. | Rumunsko  | 0:3 | 1:3 | 1:3 | *** | 3:2 | 3:2 | 2 | 3 | 8:13  | 7  |
| 5. | Maďarsko  | 0:3 | 2:3 | 1:3 | 2:3 | *** | 3:0 | 1 | 4 | 8:12  | 6  |
| 6. | Francie   | 0:3 | 0:3 | 1:3 | 2:3 | 0:3 | *** | 0 | 5 | 3:15  | 5  |

 Československo –  Francie 3:0 (15:10, 15:6, 15:6)
22. srpna 1952 – Moskva
 SSSR –  Maďarsko 3:0 (15:3, 15:5, 15:12)
22. srpna 1952 – Moskva
 Bulharsko –  Rumunsko 3:1 (16:14, 12:15, 16:14, 15:9)
23. srpna 1952 – Moskva
 Československo –  Maďarsko 3:2 (15:13, 11:15, 13:15, 15:9, 15:5)
23. srpna 1952 – Moskva
 SSSR –  Rumunsko 3:0 (15:5, 15:6, 15:10)
24. srpna 1952 – Moskva
 Bulharsko –  Francie 3:1 (15:11, 15:11, 10:15, 15:4)
24. srpna 1952 – Moskva
 SSSR –  Bulharsko 3:0 (15:11, 15:10, 15:5)
25. srpna 1952 – Moskva
 Československo –  Rumunsko 3:0 (15:3, 15:4, 15:5)
26. srpna 1952 – Moskva
 Maďarsko –  Francie 3:0 (15:6, 16:14, 15:9)
26. srpna 1952 – Moskva
 SSSR –  Francie 3:0 (15:6, 15:11, 15:8)
27. srpna 1952 – Moskva
 Rumunsko –  Maďarsko 3:1 (15:11, 11:15, 15:11 15:13)
27. srpna 1952 – Moskva
 Československo –  Bulharsko 3:2 (12:15, 13:15, 15:13, 15:13, 15:4)
27. srpna 1952 – Moskva
 Rumunsko –  Francie 3:2 (15:12, 15:11, 14:16, 11:15, 15:9)
28. srpna 1952 – Moskva
 Bulharsko –  Maďarsko 3:1 (15:8, 20:22, 15:13, 15:4)
29. srpna 1952 – Moskva
 SSSR –  Československo 3:0 (15:11, 15:7, 15:6)
29. srpna 1952 – Moskva

### O 7. - 11. místo
|     |         | POL | IND | LIB | ISR | FIN | V | P | Skóre | B |
| 7.  | Polsko  | *** | 3:0 | 3:0 | 3:0 | 3:0 | 4 | 0 | 12:0  | 8 |
| 8.  | Indie   | 0:3 | *** | 3:0 | 3:0 | 3:0 | 3 | 1 | 9:3   | 7 |
| 9.  | Libanon | 0:3 | 0:3 | *** | 3:2 | 3:0 | 2 | 2 | 6:8   | 6 |
| 10. | Izrael  | 0:3 | 0:3 | 2:3 | *** | 3:0 | 1 | 3 | 5:9   | 5 |
| 11. | Finsko  | 0:3 | 0:3 | 0:3 | 0:3 | *** | 0 | 3 | 0:12  | 4 |

 Libanon –  Izrael 3:2 (15:17, 12:15, 15:9, 16:14, 16:14)
22. srpna 1952 – Moskva
 Polsko –  Indie 3:0 (15:12, 15:7, 16:14)
22. srpna 1952 – Moskva
 Libanon –  Finsko 3:1 
23. srpna 1952 – Moskva
 Polsko –  Izrael 3:0 (15:1, 15:4, 15:1)
23. srpna 1952 – Moskva
 Polsko –  Finsko 3:0 (15:0, 15:1, 15:2)
24. srpna 1952 – Moskva
 Indie –  Izrael 3:0 (15:6, 15:3, 15:9)
24. srpna 1952 – Moskva
 Indie –  Finsko 3:0 (15:4, 15:1, 15:4)
26. srpna 1952 – Moskva
 Polsko –  Libanon 3:0 (15:2 15:4 15:2)
26. srpna 1952 – Moskva
 Izrael –  Finsko 3:0 (15:10, 15:8, 15:1)
27. srpna 1952 – Moskva
 Indie –  Libanon 3:0 (15:7, 15:11, 15:12)
28. srpna 1952 – Moskva

## Soupisky
1.  SSSR
| - Givi Achvlediani - Vladimir Gajlit - Jevgenij Koseljov - Sergej Nefedov | - Michail Pimenov - Konstantin Reva - Vladimir Šagin - Sergej Čerbakov | - Gennadij Smoljaninov - Vladimir Uljanov - Pavel Voronin - Alexej Jakušev |

2.  Československo
| - Karel Brož - Karel Láznička - Zdeněk Malý - František Mikota | - Jaromír Paldus - Josef Tesař - Josef Votava - Josef Musil | - Jiří Jonáš - Jaroslav Fučík - Jiří Kučera - Josef Brož |

Trenér: Václav Matiášek
3.  Bulharsko
| - Koszta Badčakov - Denjo Denev - Sergej Gavrilov - Boris Gjuderov | - Ljudmil Gjuderov - Bojan Mosalov - Panajot Pondalov - Konstantin Sopov | - Todor Schimov - Dragomir Stojanov - Boris Vladimirov - Dimitar Zachariev |

## Konečné pořadí
| 2.               | Mistrovství světa 1952 | Z | V | P | Skóre | B  |
| ---------------- | ---------------------- | - | - | - | ----- | -- |
| Zlatá medaile    | Sovětský svaz          | 8 | 8 | 0 | 24:0  | 16 |
| Stříbrná medaile | ČSR                    | 7 | 6 | 1 | 18:7  | 13 |
| Bronzová medaile | Bulharsko              | 8 | 5 | 3 | 18:12 | 13 |
| 4.               | Rumunsko               | 8 | 4 | 4 | 13:15 | 13 |
| 5.               | Maďarsko               | 8 | 4 | 4 | 16:15 | 12 |
| 6.               | Francie                | 7 | 1 | 6 | 6:18  | 8  |
| 7.               | Polsko                 | 7 | 5 | 2 | 17:6  | 12 |
| 8.               | Indie                  | 6 | 3 | 3 | 9:9   | 9  |
| 9.               | Libanon                | 7 | 2 | 5 | 6:17  | 9  |
| 10.              | Israel                 | 7 | 2 | 5 | 8:16  | 9  |
| 11.              | Finsko                 | 7 | 0 | 7 | 1:21  | 7  |